# San Martino Valle Caudina
San Martino Valle Caudina é uma comuna italiana da região da Campania, província de Avellino, com cerca de 4.709 habitantes. Estende-se por uma área de 22 km², tendo uma densidade populacional de 214 hab/km². Faz fronteira com Avella, Cervinara, Montesarchio (BN), Pannarano (BN), Roccabascerana.

## Demografia
| Variação demográfica do município entre 1861 e 2011                               |
|                                                                                   |
| Fonte: Istituto Nazionale di Statistica (ISTAT) - Elaboração gráfica da Wikipedia |